# Volatinia
Volatinia is een monotypisch geslacht van zangvogels uit de familie Thraupidae (tangaren):
- Volatinia jacarina  – Jacarinagors